# John Bryant Davila

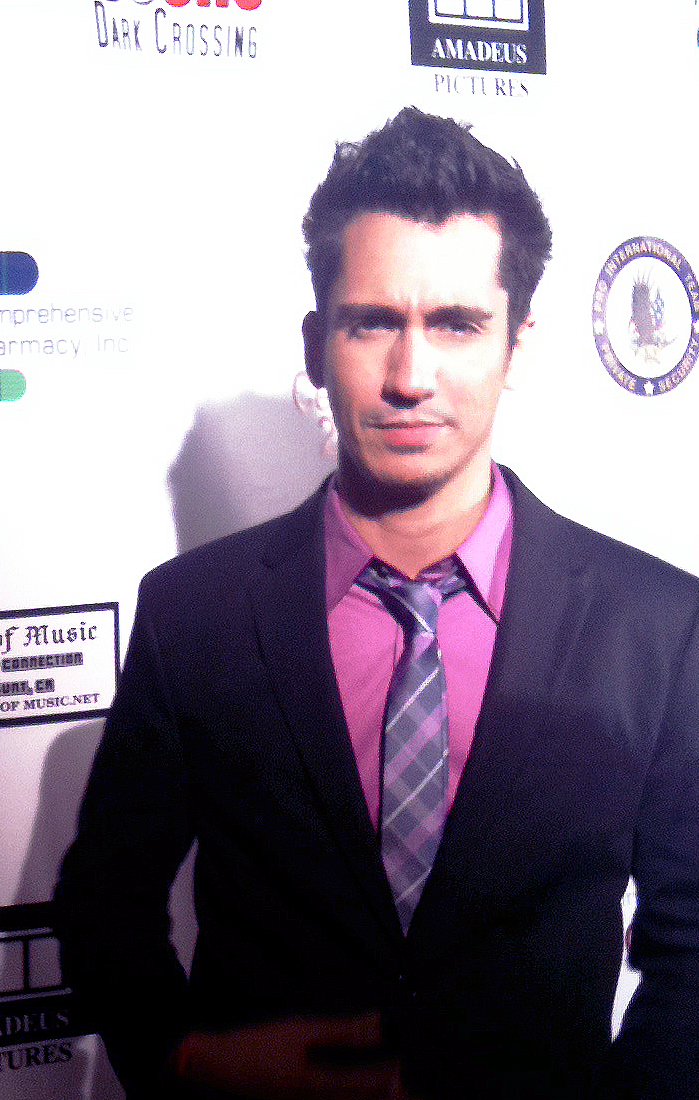
John Bryant Davila

John Bryant Davila (* 24. Juni 1980 als Júan De Lá Cruz-Bryant Dávila in Brooklyn, New York City New York) ist ein US-amerikanischer Schauspieler mit puerto-ricanischer Abstammung.

## Leben
Davila wurde in Brooklyn, New York geboren und wuchs im Stadtteil Carroll Gardens auf. Seine Eltern, Cásilda Silvá und Júan De Lá Cruz Dávila sind pensionierte Mitarbeiter des US Postal Service, die sich in Ponce, Puerto Rico kennenlernten. Seinen Zweitnamen erhielt er von seinen Eltern wegen des Bryant Parks, der in Manhattan liegt. Sein Vorbild ist Eli Wallach.
Bevor Davila als Schauspieler Fuß fasste, verdiente er sein Geld als Koch in einem Restaurant. Bryant besuchte das Lee Strasberg Theatre and Film Institute und das Atlantic Theater Company in New York City. Neben seiner Tätigkeit als Schauspieler für den Film, erhielt er eine Rolle in dem Musikvideo von Leona Lewis Single I Got You. Darüber hinaus sah man ihn in Werbespots zu Produkten von Samsung und The Wrigley Company.
In dem Film Money Train, aus dem Jahr 1995, mit Wesley Snipes und Woody Harrelson ist er als Passagier zu sehen. Seine Komparsenrolle wurde aber nicht im Abspann erwähnt. In dem Filmdrama Dangerous Kids – Highschool der Hoffnung mit Mickey Rourke, erhielt er eine Rolle als Student. In der Fernsehserie Sex and the City spielte Davila in der Folge Games People Play den Barkeeper. In dem Independentfilm Requiem for a Dream, mit Ellen Burstyn, Jared Leto und Jennifer Connelly, ist er als Drogenhändler zu sehen. Im Jahr 2010 verkörperte er einen Pförtner in dem Low-Budget-Horrorfilm Hyenas. In diesem Film haben Costas Mandylor und Meshach Taylor je eine Hauptrolle und jagen Werwolfähnliche Hyänen.
John Bryant Davila lebt in Los Angeles und New York.

## Filmografie (Auswahl)
- 1995: Money Train
- 1998: Dangerous Kids – Highschool der Hoffnung (Thicker Than Blood)
- 1999: Sex and the City (Fernsehserie, Folge Games People Play)
- 2000: Requiem for a Dream
- 2010: Hyenas
- 2012: Marvel’s The Avengers (The Avengers)